# Sophrone III d'Alexandrie
Sophrone III d'Alexandrie est un  patriarche melkite d'Alexandrie vers  1137 à 1171 

## Contexte
Sophrone III succède peut-être à un certain Théodose II dont on ne sait rien. Il est présent à Constantinople lors du couronnement de l'Empereur byzantin Manuel Comnène. Selon Jean Cinnamus, en 1161 il est également parmi les prélats qui assistent au mariage du même souverain avec Marie d'Antioche,